# 肉桂醇苷
肉桂醇甙，又譯洛塞维或酪萨维，是一種糖苷化合物，跟紅景天苷同樣只存在於紅景天內，而且被認為是一種可負責抗抑鬱和抗焦慮的化合物
。